# 28053 Kimberlyputnam
28053 Kimberlyputnam è un asteroide della fascia principale. Scoperto nel 1998, presenta un'orbita caratterizzata da un semiasse maggiore pari a 2,7140372 au e da un'eccentricità di 0,0462185, inclinata di 3,60045° rispetto all'eclittica.